# Vacquiers
Vacquiers est une commune française située dans le sud-ouest de la France, dans le nord du département de la Haute-Garonne, en région Occitanie. La commune fait partie de la région historique de l'Occitanie et du pays traditionnel du Haut-Languedoc.
Sur le plan historique et culturel, la commune est dans le Frontonnais, un pays entre Garonne et Tarn constitué d'une succession de terrasses caillouteuses qui ont donné naissance à de riches terroirs, réputés pour leus vins et leurs fruits. Exposée à un climat océanique altéré, elle est drainée par le Rieutort, Riou Tort, le ruisseau de Mont Auriol, le ruisseau des vignals et par divers autres petits cours d'eau.
Vacquiers est une commune rurale qui compte 1 440 habitants en 2022, après avoir connu une forte hausse de la population depuis 1962. Elle est dans l'agglomération toulousaine et fait partie de l'aire d'attraction de Toulouse. Ses habitants sont appelés les Vacquierois ou Vacquieroises.
Vacquiers est situé au Nord de Toulouse et de la Haute-Garonne. La commune connaît une forte croissance démographique (sa population a doublé) depuis la fin du XXe siècle, grâce à sa proximité avec Toulouse. Elle fait d'ailleurs partie de son aire urbaine et en 2020 elle intègre l'unité urbaine de Toulouse.

## Géographie

### Localisation
- 1Carte dynamique
- 2Carte OpenStreetMap
- 3Carte topographique
- 4Carte avec les communes environnantes

La commune de Vacquiers se trouve dans le département de la Haute-Garonne, en région Occitanie.
Elle se situe à 20 km à vol d'oiseau de Toulouse, préfecture du département, et à 10 km de Villemur-sur-Tarn, bureau centralisateur du canton de Villemur-sur-Tarn dont dépend la commune depuis 2015 pour les élections départementales.
La commune fait en outre partie du bassin de vie de Toulouse.
Les communes les plus proches sont : 
Gargas (2,6 km), Villariès (3,0 km), Villeneuve-lès-Bouloc (4,4 km), Montjoire (4,4 km), Labastide-Saint-Sernin (4,5 km), Cépet (5,1 km), Bazus (5,7 km), Bouloc (6,0 km).
Sur le plan historique et culturel, Vacquiers fait partie du Frontonnais, un pays entre Gaonne et Tarn constitué d'une succession de terrasses caillouteuses qui ont donné naissance à de riches terroirs, réputés pour leus vins et leurs fruits.
Vacquiers est limitrophe de six autres communes.
Les communes limitrophes sont Villematier, Gargas, La Magdelaine-sur-Tarn, Montjoire, Villariès et Villeneuve-lès-Bouloc.
|                       | Villematier | La Magdelaine-sur-Tarn |
| Villeneuve-lès-Bouloc | Vacquiers   | Montjoire              |
| Gargas                | Villariès   |                        |

### Géologie et relief
La superficie de la commune est de 1 961 hectares ; son altitude varie de 110 à 225 mètres.
Le centre-village est construit sur une colline, et est d'ailleurs le point culminant de la commune. Sinon, le relief de la commune est plutôt plat, avec quelques petites collines cependant.

### Hydrographie

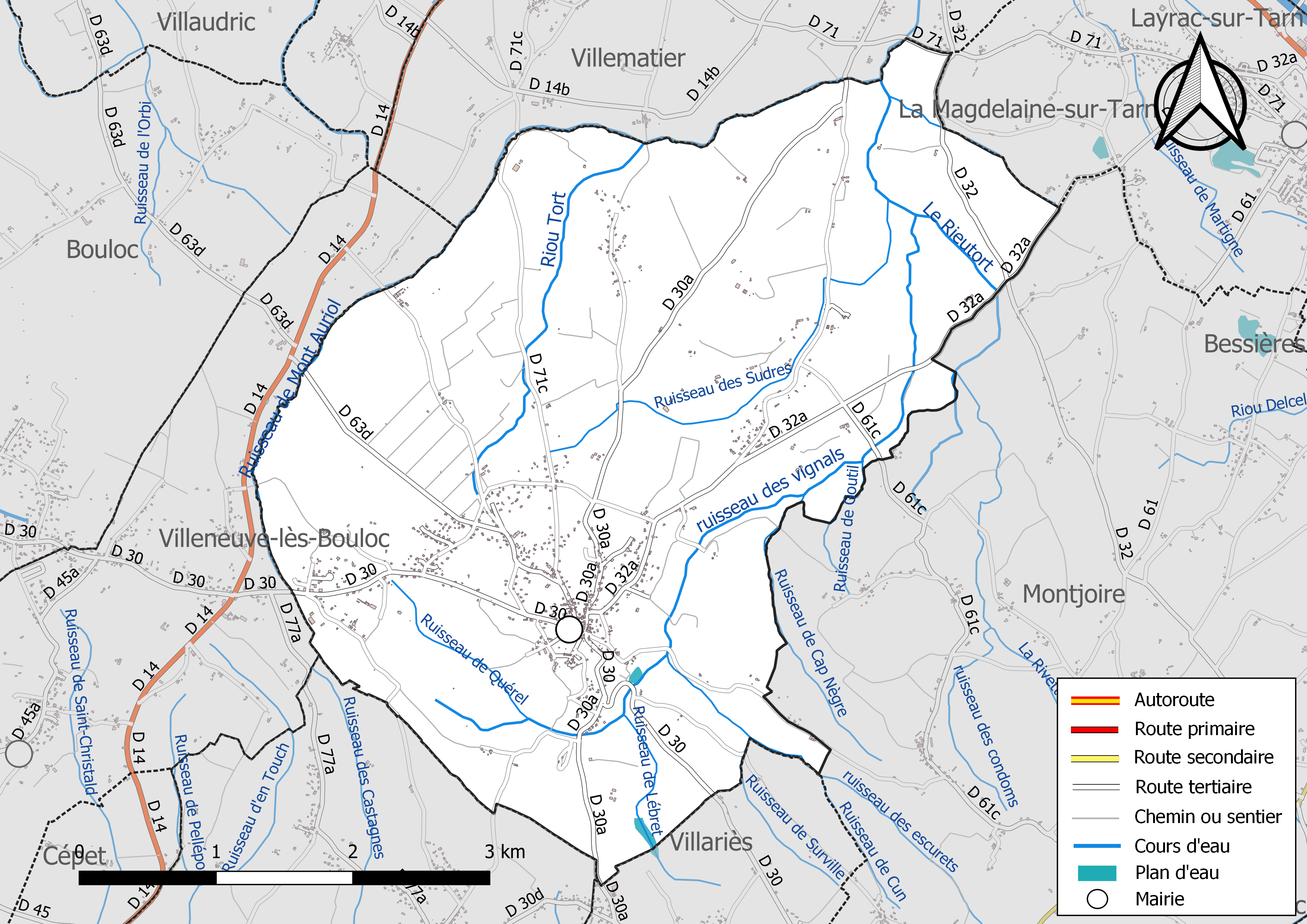
Réseaux hydrographique et routier de Vacquiers.

La commune est dans le bassin de la Garonne, au sein du bassin hydrographique Adour-Garonne. Elle est drainée par le Rieutort, Riou Tort, le ruisseau de Mont Auriol, le ruisseau des vignals, le ruisseau de Canonge, le ruisseau de Cap Nègre, le ruisseau de Goutil, le ruisseau de Lébret, le ruisseau de Quérel, le ruisseau des condoms, le ruisseau des escurets, le ruisseau des Sudres et le ruisseau de Surville, constituant un réseau hydrographique de 22 km de longueur totale,.

### Climat
Pour des articles plus généraux, voir Climat de l'Occitanie et Climat de la Haute-Garonne.
En 2010, le climat de la commune est de type climat du Bassin du Sud-Ouest, selon une étude s'appuyant sur une série de données couvrant la période 1971-2000. En 2020, Météo-France publie une typologie des climats de la France métropolitaine dans laquelle la commune est exposée à un climat océanique altéré et est dans la région climatique Aquitaine, Gascogne, caractérisée par une pluviométrie abondante au printemps, modérée en automne, un faible ensoleillement au printemps, un été chaud (19,5 °C), des vents faibles, des brouillards fréquents en automne et en hiver et des orages fréquents en été (15 à 20 jours).
Pour la période 1971-2000, la température annuelle moyenne est de 13,3 °C, avec une amplitude thermique annuelle de 16,2 °C. Le cumul annuel moyen de précipitations est de 751 mm, avec 10,2 jours de précipitations en janvier et 5,4 jours en juillet. Pour la période 1991-2020, la température moyenne annuelle observée sur la station météorologique la plus proche, située sur la commune de Blagnac à 17 km à vol d'oiseau, est de 14,2 °C et le cumul annuel moyen de précipitations est de 627,0 mm,. Pour l'avenir, les paramètres climatiques de la commune estimés pour 2050 selon différents scénarios d'émission de gaz à effet de serre sont consultables sur un site dédié publié par Météo-France en novembre 2022.

### Milieux naturels et biodiversité
Aucun espace naturel présentant un intérêt patrimonial n'est recensé sur la commune dans l'inventaire national du patrimoine naturel,,.

## Urbanisme

### Typologie
Au 1er janvier 2024, Vacquiers est catégorisée commune rurale à habitat dispersé, selon la nouvelle grille communale de densité à sept niveaux définie par l'Insee en 2022.
Elle appartient à l'unité urbaine de Toulouse, une agglomération inter-départementale regroupant 81  communes, dont elle est une commune de la banlieue,,. Par ailleurs la commune fait partie de l'aire d'attraction de Toulouse, dont elle est une commune de la couronne,. Cette aire, qui regroupe 527 communes, est catégorisée dans les aires de 700 000 habitants ou plus (hors Paris),.

### Occupation des sols
L'occupation des sols de la commune, telle qu'elle ressort de la base de données européenne d’occupation biophysique des sols Corine Land Cover (CLC), est marquée par l'importance des territoires agricoles (77,2 % en 2018), en diminution par rapport à 1990 (80,6 %). La répartition détaillée en 2018 est la suivante : 
terres arables (38,9 %), cultures permanentes (19,3 %), zones agricoles hétérogènes (19 %), forêts (17,9 %), zones urbanisées (4,8 %). L'évolution de l’occupation des sols de la commune et de ses infrastructures peut être observée sur les différentes représentations cartographiques du territoire : la carte de Cassini (XVIIIe siècle), la carte d'état-major (1820-1866) et les cartes ou photos aériennes de l'IGN pour la période actuelle (1950 à aujourd'hui).

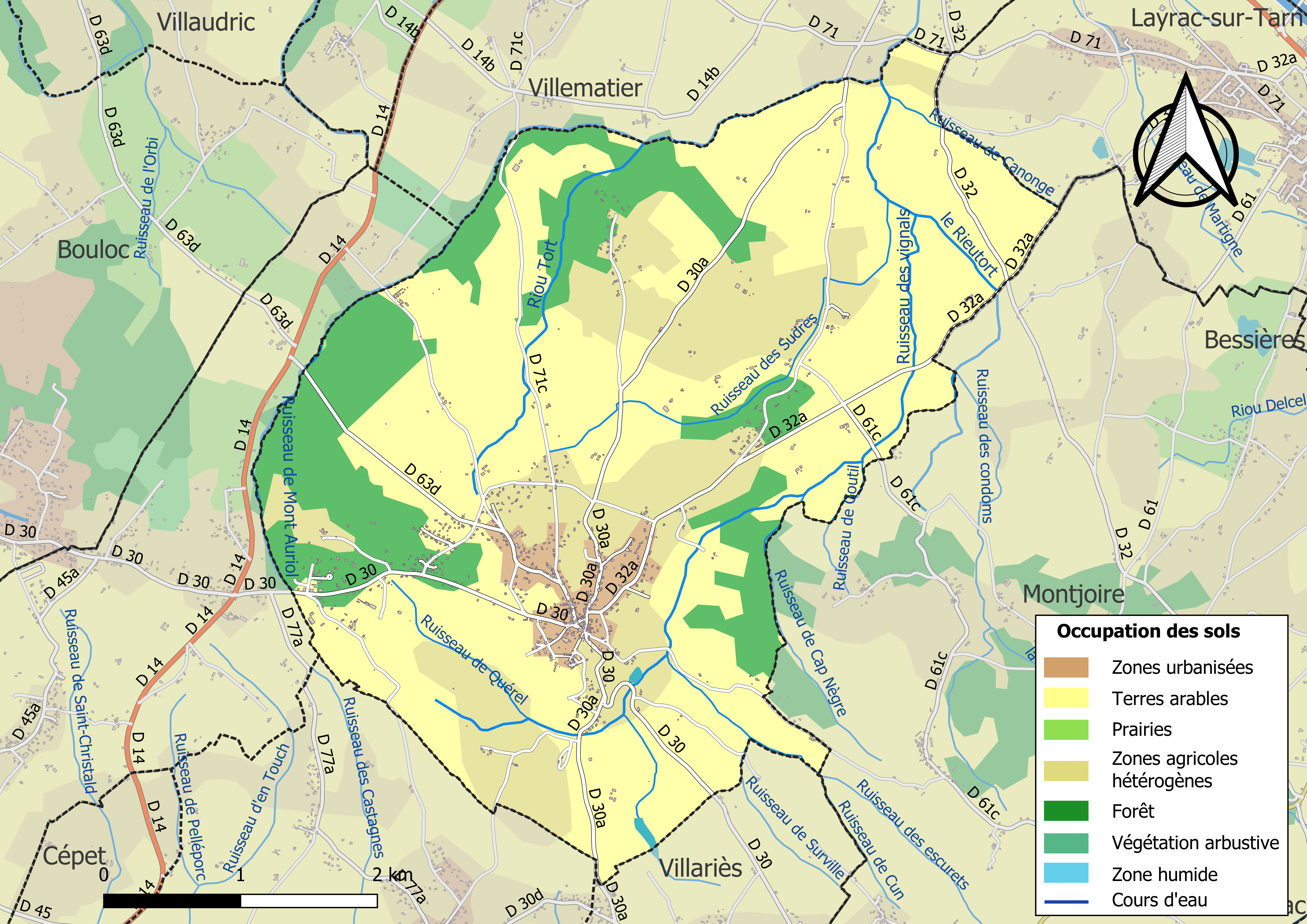
Carte des infrastructures et de l'occupation des sols de la commune en 2018 (CLC).

### Logement
En 2014, le nombre total de logements sur la commune était de 529.
Parmi ces logements, 94,4 % étaient des résidences principales, 1,5 % des résidences secondaires et 4 % des logements vacants. Ces logements étaient pour 95 % d'entre eux des maisons individuelles et pour 2,7 % des appartements.
La proportion des résidences principales propriétés de leurs occupants était de 85,8 %, pratiquement en stagnation par rapport à 2009 (85,7 %). Il n'y avait aucun logement HLM loués vide sur la commune, en 2014 comme en 2009.
Sur la commune, la plupart des logements sont des maisons individuelles neuves, ou des vieilles fermes rénovées.

### Voies de communication et transports

#### Voies de communication
La commune est traversée par la route départementale 30, qui relie Bouloc à Montastruc-la-Conseillère en passant par le centre-village. Il y a également plusieurs routes départementales très peu longues qui traversent la commune, comme la RD30A ou la RD63D.
Pour les trajets plus longs, la commune est située à proximité de l'autoroute A62, qui relie Toulouse à Bordeaux, à partir de la  10.1 - Eurocentre.

#### Transports
La ligne 329 du réseau Arc-en-Ciel relie la commune à la station Borderouge du métro de Toulouse depuis Villariès, et la ligne 352 relie la commune à la gare routière de Toulouse depuis Villemur-sur-Tarn.
Vacquiers est situé à 13 km de la gare de Castelnau-d'Estretefonds, sur la ligne nationale de Bordeaux à Sète, et à 17 km de la gare de Buzet-Roqueserière, sur la ligne régionale de Brive-la-Gaillarde à Toulouse.
Enfin, pour des trajets à l'échelle internationale, l'aéroport de Toulouse-Blagnac est situé à 26 km de Vacquiers.

### Risques naturels et technologiques
Vacquiers est concerné par un risque de mouvements de terrain approuvé. On peut également citer un risque moyen de retrait-gonflements des sols argileux, ce qui peut créer des fissures dans certains bâtiments. La commune est concernée par un risque de 1/5 (très faible) de séismes. Il y a un ancien site industriel sur la commune.

## Histoire

### Héraldique
| Vacquiers | Son blasonnement est : Échiqueté de cinq tires de quatre points d'argent et de gueules, les points un, huit et dix-neuf étant d'or chargé chacun d'un besant de sable. |

## Politique et administration

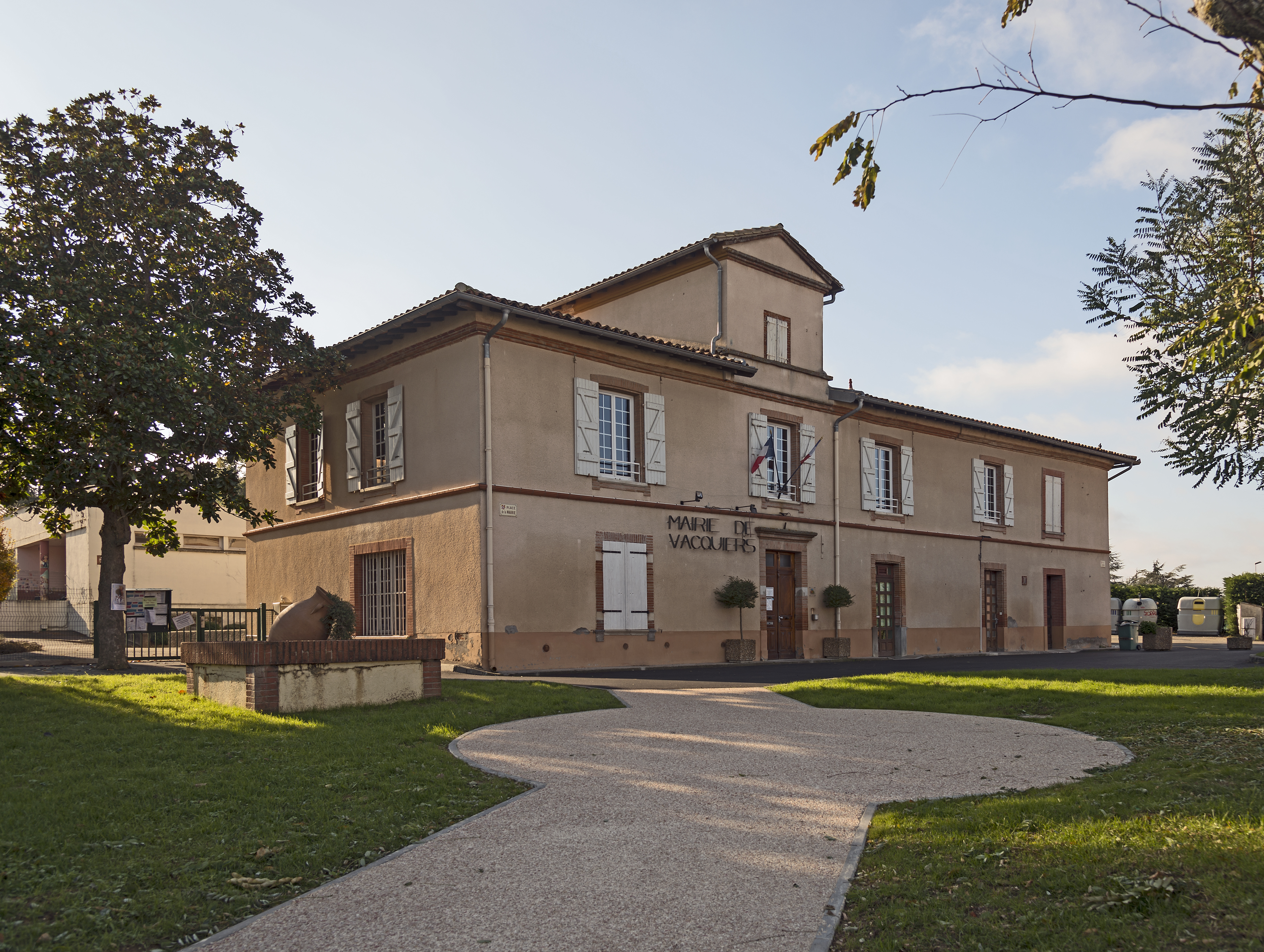
La mairie.

### Tendances politiques et résultats
La commune a une sensibilité de gauche. Les maires successifs sur la commune sont des maires divers gauche ou issus du Parti Socialiste.
Lors de l'élection présidentielle de 2017, à Vacquiers, au premier tour, c'est Emmanuel Macron qui l'avait emporté avec 30,88 % des voix, suivi par Jean-Luc Mélenchon avec 19,06 % des voix, et par Marine Le Pen, avec 18,36 % des voix. Au second tour, c'est Emmanuel Macron qui l'avait emporté avec 69,57 % des voix, suivi par Marine Le Pen avec 30,43 % des voix.
Lors des élections législatives de 2017, à Vacquiers, au premier tour, c'est Jean-François Portarrieu (LREM) qui l'avait emporté avec 46,47 % des voix, suivi par Sylvie-Espagnolle Labrune (LFI) avec 17,66 % des voix, et par Jean-Marc Dumoulin (UDI) avec 11,71 % des voix. Au second tour, c'est Jean-François Portarrieu qui l'avait emporté avec 78,86 % face à Julien Leonardelli (FN) avec 21,14 % des voix.
Lors de l'élection présidentielle de 2012, à Vacquiers, au premier tour, c'est François Hollande qui l'avait emporté avec 30,30 % des voix, suivi par Nicolas Sarkozy avec 28 % des voix, et par Marine Le Pen avec 16,61 % des voix. Au second tour, c'est François Hollande qui l'avait emporté avec 53,66 % des voix face à Nicolas Sarkozy avec 46,34 % des voix.

### Administration municipale
Le nombre d'habitants au recensement de 2017 étant compris entre 500 habitants et 1 499 habitants, le nombre de membres du conseil municipal pour l'élection de 2020 est de quinze,.

### Liste des maires
| Période                                  | Période    | Identité           | Étiquette | Qualité     |
| ---------------------------------------- | ---------- | ------------------ | --------- | ----------- |
| juin 1995                                | avril 2016 | François Prat      | PS        | Agriculteur |
| avril 2016                               | mai 2020   | Patrick Papillault | DVG       |             |
| mai 2020                                 | En cours   | Virginie Clavel    | DVG       | Ingénieure  |
| Les données manquantes sont à compléter. |            |                    |           |             |

### Rattachements administratifs et électoraux
Vacquiers fait partie du canton de Villemur-sur-Tarn, mais avant le redécoupage départemental de 2014, la commune faisait partie de l'ex-canton de Fronton. Vacquiers est également rattaché à l'arrondissement de Toulouse.
Vacquiers fait partie de la cinquième circonscription de la Haute-Garonne, qui englobe le nord du département avec, entre autres, les villes de Grenade, Fronton et Villemur-sur-Tarn.
Enfin, Vacquiers fait partie de la communauté de communes du Frontonnais, qui regroupe des communes situées entre Fronton et Saint-Sauveur, au nord de Toulouse.

### Politique environnementale
La collecte des déchets ménagers et le tri sélectif sont assurés par la communauté de communes du Frontonnais.
La déchetterie du secteur de la commune est celle de Fronton.

### Jumelages
Vacquiers est jumelé avec la commune de  Blansko (Tchéquie), et partage ce jumelage avec Villeneuve-lès-Bouloc et Bouloc.

## Population et société

### Démographie
L'évolution du nombre d'habitants est connue à travers les recensements de la population effectués dans la commune depuis 1793. Pour les communes de moins de 10 000 habitants, une enquête de recensement portant sur toute la population est réalisée tous les cinq ans, les populations de référence des années intermédiaires étant quant à elles estimées par interpolation ou extrapolation. Pour la commune, le premier recensement exhaustif entrant dans le cadre du nouveau dispositif a été réalisé en 2007.

En 2022, la commune comptait 1 440 habitants, en évolution de +9,01 % par rapport à 2016 (Haute-Garonne : +8,02 %, France hors Mayotte : +2,11 %).
| 1793 | 1800 | 1806 | 1821 | 1831 | 1836 | 1841 | 1846 | 1851 |
| ---- | ---- | ---- | ---- | ---- | ---- | ---- | ---- | ---- |
| 532  | 507  | 581  | 607  | 696  | 725  | 715  | 711  | 736  |

| 1856 | 1861 | 1866 | 1872 | 1876 | 1881 | 1886 | 1891 | 1896 |
| ---- | ---- | ---- | ---- | ---- | ---- | ---- | ---- | ---- |
| 739  | 752  | 719  | 706  | 633  | 637  | 628  | 619  | 582  |

| 1901 | 1906 | 1911 | 1921 | 1926 | 1931 | 1936 | 1946 | 1954 |
| ---- | ---- | ---- | ---- | ---- | ---- | ---- | ---- | ---- |
| 579  | 557  | 505  | 445  | 433  | 477  | 485  | 453  | 460  |

| 1962 | 1968 | 1975 | 1982 | 1990 | 1999  | 2006  | 2007  | 2012  |
| ---- | ---- | ---- | ---- | ---- | ----- | ----- | ----- | ----- |
| 462  | 475  | 549  | 736  | 916  | 1 032 | 1 231 | 1 259 | 1 332 |

| 2017  | 2022  | - | - | - | - | - | - | - |
| ----- | ----- | - | - | - | - | - | - | - |
| 1 307 | 1 440 | - | - | - | - | - | - | - |

| selon la population municipale des années : | 1968 | 1975 | 1982 | 1990 | 1999 | 2006 | 2009 | 2013 |
| Rang de la commune dans le département      | 142  | 159  | 148  | 131  | 133  | 134  | 130  | 133  |
| Nombre de communes du département           | 592  | 582  | 586  | 588  | 588  | 588  | 589  | 589  |

### Enseignement
La commune fait partie de l'académie de Toulouse.
Vacquiers possède une école maternelle et une école primaire, qui compte également un ALAE et un ALSH.
La commune dépend du collège Claude Cornac de Gratentour.
Les lycées les plus proches sont :
- Le lycée général Pierre Bourdieu de Fronton, situé à 9,5 km, et qui est d'ailleurs le lycée général du secteur de la commune[36]
- Le lycée privé L'Oustal de Montastruc-la-Conseillère, situé à 11,5 km
- Le lycée général et technologique Toulouse-Lautrec de Toulouse, situé à 20,5 km

### Santé
Il y a un médecin généraliste sur la commune. Les pharmacies les plus proches sont situées à Cépet, Bouloc ou Labastide-Saint-Sernin.
Les centres hospitaliers les plus proches sont situés sur Toulouse. On compté également une clinique à L'Union, au nord de Toulouse, ainsi qu'un médecin urgentiste à Saint-Alban.

### Sports
Le club hippique de la Forêt organise de nombreux concours tout au long de l'année.
Il y a également un club de tennis, le Tennis Vacquiers Club, situé en centre-village, Skatepark, terrain de basketball, terrain de foot.
Le VBB (Vacquiers, Villeneuve-lès-Bouloc et Bouloc Basket) est également présent, ainsi qu'une activité de badminton, soutenue par le Foyer Rural.

### Service public
La commune compte une Poste, située en centre-village.

### Médias
Vacquiers est couverte par La Dépêche du Midi et son édition locale nord-est de la Haute-Garonne, ainsi que par l'édition Toulouse Métropole de France 3 Occitanie.

### Cultes
La commune comprend une église catholique, l'église Saint-Sernin.

## Économie

### Revenus
En 2018  (données Insee publiées en septembre 2021), la commune compte 512 ménages fiscaux, regroupant 1 373 personnes. La médiane du revenu disponible par unité de consommation est de 24 840 € (23 140 € dans le département).

### Emploi
|                | 2008  | 2013  | 2018  |
| -------------- | ----- | ----- | ----- |
| Commune        | 5,5 % | 4,4 % | 4,9 % |
| Département    | 7,7 % | 9,6 % | 9,3 % |
| France entière | 8,3 % | 10 %  | 10 %  |

En 2018, la population âgée de 15 à 64 ans s'élève à 843 personnes, parmi lesquelles on compte 75 % d'actifs (70,1 % ayant un emploi et 4,9 % de chômeurs) et 25 % d'inactifs,. Depuis 2008, le taux de chômage communal (au sens du recensement) des 15-64 ans est inférieur à celui de la France et du département.
La commune fait partie de la couronne de l'aire d'attraction de Toulouse, du fait qu'au moins 15 % des actifs travaillent dans le pôle,. Elle compte 223 emplois en 2018, contre 205 en 2013 et 205 en 2008. Le nombre d'actifs ayant un emploi résidant dans la commune est de 599, soit un indicateur de concentration d'emploi de 37,2 % et un taux d'activité parmi les 15 ans ou plus de 60,1 %.
Sur ces 599 actifs de 15 ans ou plus ayant un emploi, 139 travaillent dans la commune, soit 23 % des habitants. Pour se rendre au travail, 89,9 % des habitants utilisent un véhicule personnel ou de fonction à quatre roues, 2,3 % les transports en commun, 2,9 % s'y rendent en deux-roues, à vélo ou à pied et 4,9 % n'ont pas besoin de transport (travail au domicile).

### Activités hors agriculture

#### Secteurs d'activités
148 établissements sont implantés  à Vacquiers au 31 décembre 2019. Le tableau ci-dessous en détaille le nombre par secteur d'activité et compare les ratios avec ceux du département,.
| Secteur d'activité                                                                                        | Commune | Commune | Département |
| Secteur d'activité                                                                                        | Nombre  | %       | %           |
| --- | ------- | ------- | ----------- |
| Ensemble                                                                                                  | 148     | 100 %   | (100 %)     |
| Industrie manufacturière, industries extractives et autres                                                | 7       | 4,7 %   | (5,7 %)     |
| Construction                                                                                              | 34      | 23 %    | (12 %)      |
| Commerce de gros et de détail, transports, hébergement et restauration                                    | 40      | 27 %    | (25,9 %)    |
| Information et communication                                                                              | 1       | 0,7 %   | (4,1 %)     |
| Activités financières et d'assurance                                                                      | 4       | 2,7 %   | (3,8 %)     |
| Activités immobilières                                                                                    | 7       | 4,7 %   | (4,2 %)     |
| Activités spécialisées, scientifiques et techniques et activités de services administratifs et de soutien | 21      | 14,2 %  | (19,8 %)    |
| Administration publique, enseignement, santé humaine et action sociale                                    | 22      | 14,9 %  | (16,6 %)    |
| Autres activités de services                                                                              | 12      | 8,1 %   | (7,9 %)     |

Le secteur du commerce de gros et de détail, des transports, de l'hébergement et de la restauration est prépondérant sur la commune puisqu'il représente 27 % du nombre total d'établissements de la commune (40 sur les 148 entreprises implantées  à Vacquiers), contre 25,9 % au niveau départemental.

#### Entreprises et commerces
Les cinq entreprises ayant leur siège social sur le territoire communal qui génèrent le plus de chiffre d'affaires en 2020 sont : 
- Luppolo Travaux Publics, travaux de terrassement courants et travaux préparatoires (1 130 k€)
- Castelbois, commerce de gros (commerce interentreprises) de bois et de matériaux de construction (960 k€)
- EURL De Plaisance, commerce de détail de boissons en magasin spécialisé (517 k€)
- Bayse-Tagourti, boulangerie et boulangerie-pâtisserie (168 k€)
- Installateur Plomberie Maintenance Chauffage - Ipmc, travaux d'installation d'eau et de gaz en tous locaux (154 k€)

L'économie de Vacquiers est plutôt attractive.
D'une part, la commune est située dans la région viticole de l'AOC Fronton, ce qui permet une création importante d'emploi. Les vignes sont situées sur l'ensemble du territoire communal, et particulièrement à l'ouest de la commune, dans la campagne.
D'autre part, on compte 109 entreprises sur la commune, qui travaillent principalement dans le secteur du commerce, des transports, de l'hébergement et de la restauration. Cette forte présence d'entreprises est notamment due à la présence d'une zone d'activités, à proximité de la route de Toulouse. Elle regroupe quelques PME depuis plusieurs années.

### Agriculture
La commune est dans le Lauragais, une petite région agricole occupant le nord-est du département de la Haute-Garonne, dont les coteaux portent des grandes cultures en sec avec une dominante blé dur et tournesol. En 2020, l'orientation technico-économique de l'agriculture  sur la commune est la polyculture et/ou le polyélevage.
|               | 1988  | 2000  | 2010  | 2020  |
| ------------- | ----- | ----- | ----- | ----- |
| Exploitations | 54    | 38    | 35    | 27    |
| SAU (ha)      | 1 313 | 1 320 | 1 290 | 1 331 |

Le nombre d'exploitations agricoles en activité et ayant leur siège dans la commune est passé de 54 lors du recensement agricole de 1988  à 38 en 2000 puis à 35 en 2010 et enfin à 27 en 2020, soit une baisse de 50 % en 32 ans. Le même mouvement est observé à l'échelle du département qui a perdu pendant cette période 57 % de ses exploitations,. La surface agricole utilisée sur la commune a quant à elle augmenté, passant de 1 313 ha en 1988 à 1 331 ha en 2020. Parallèlement la surface agricole utilisée moyenne par exploitation a augmenté, passant de 24 à 49 ha.

## Culture locale et patrimoine

### Lieux et monuments
- Un vieux lavoir inutilisé.
- Une statue de Jeanne d'Arc trône dans la rue principale.
- Église Saint-Sernin perchée tout en haut de la commune sur un plateau avec vue sur la plaine toulousaine.

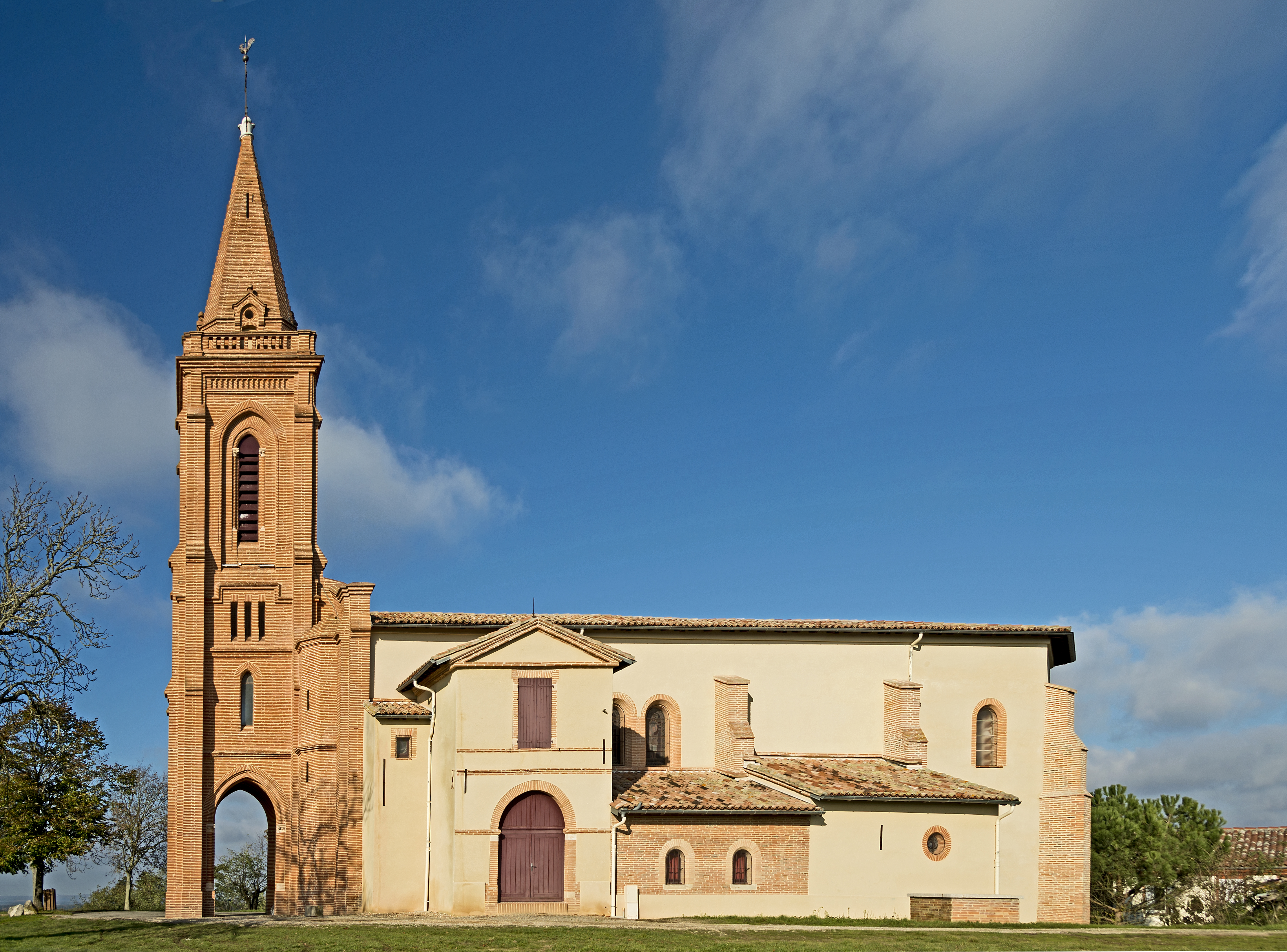
L'église.
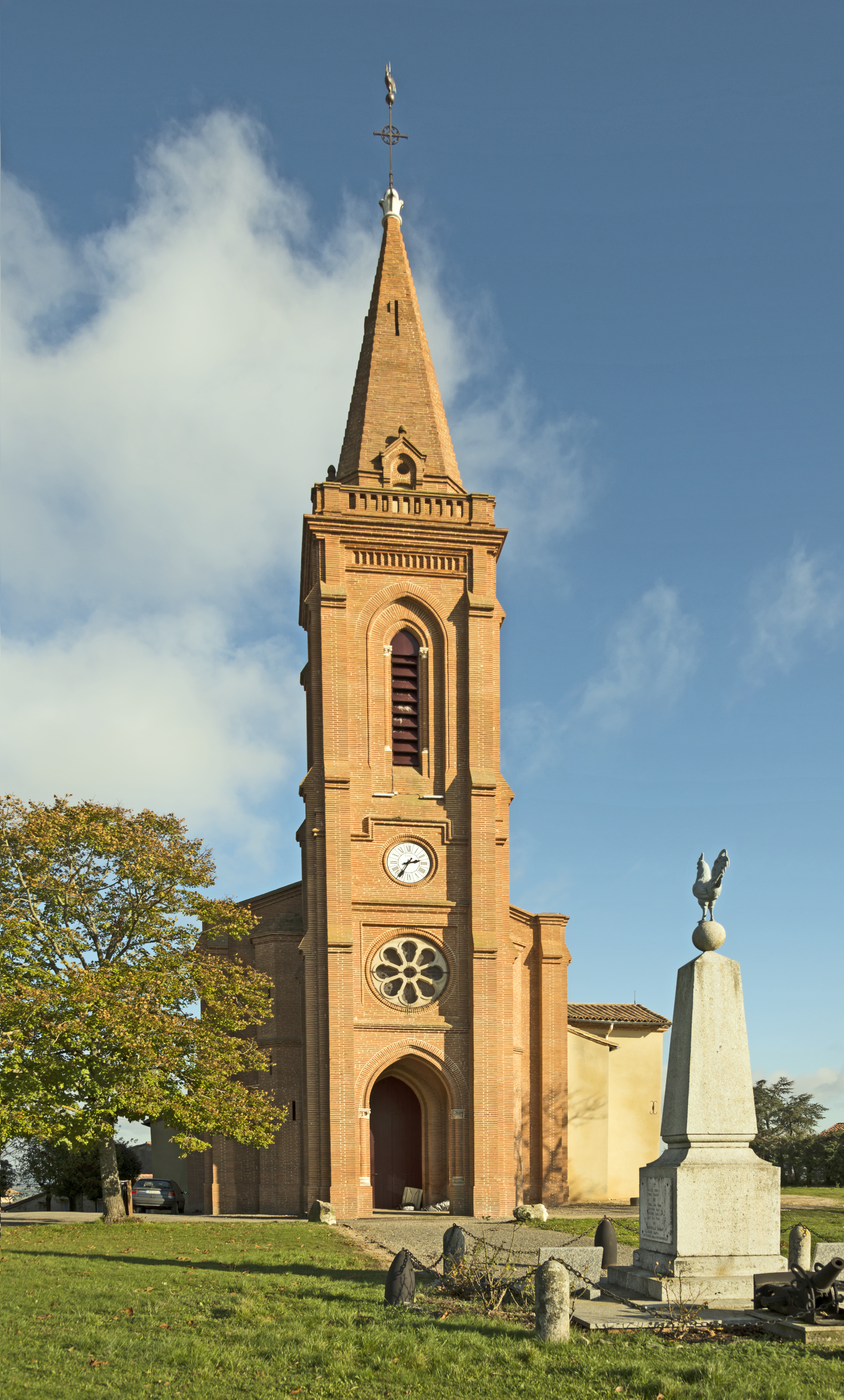
Le clocher et le monument aux morts.
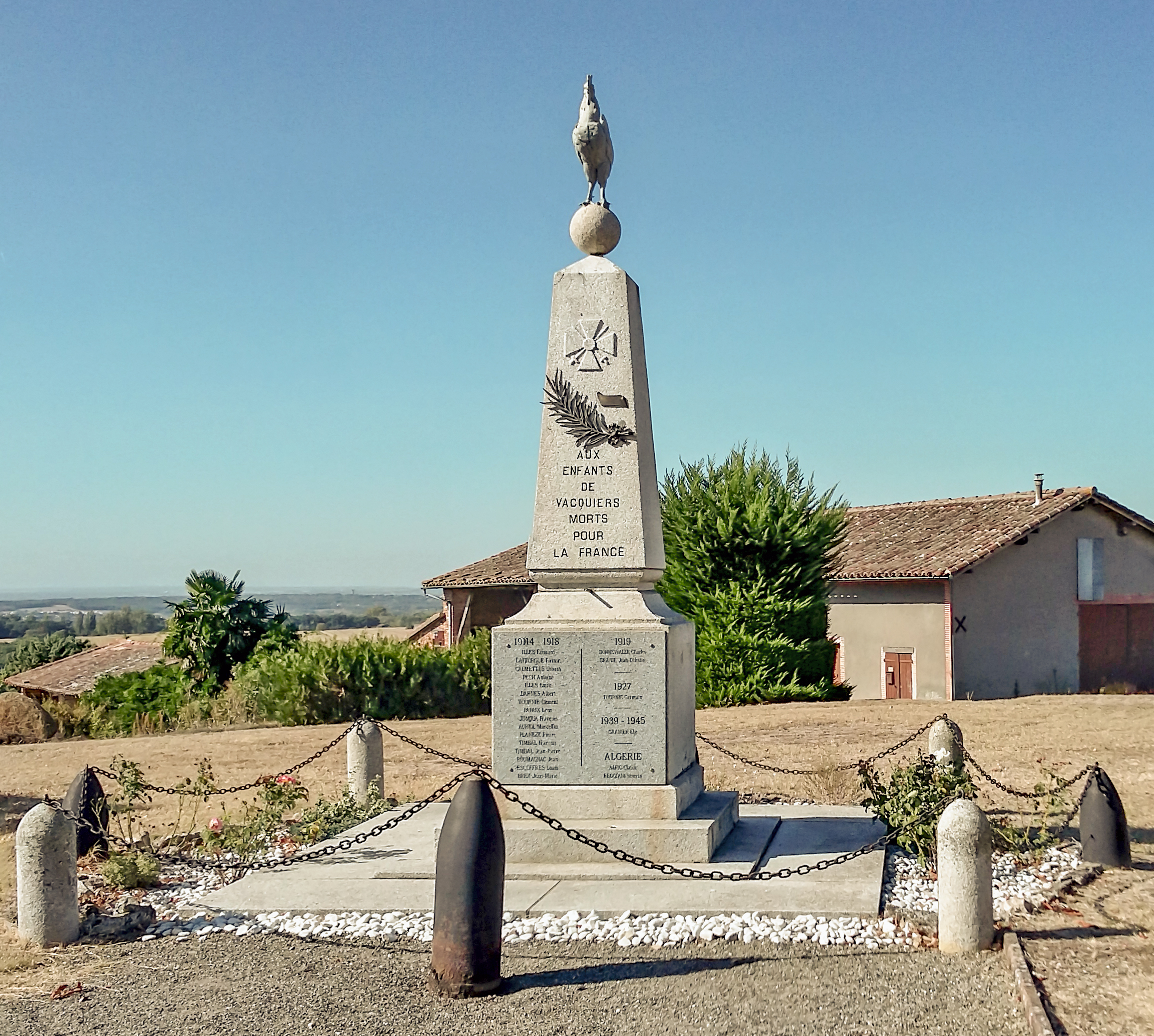
Le monument aux morts.

## Pour approfondir